# Dolón-festő
Az Dolón-festő az i. e. 5. század vége  és körülbelül i. e. 370 között  Dél-Itáliában, Lukániában alkotó görög vázafestő volt. Pontos születési és halálozási dátuma nem ismert, és mivel nem szignálta alkotásait neve sem maradt ránk. 
A festőhöz mintegy ötven váza és számos töredék köthető, amelyek a Metapontionban 1973 óta folyó ásatások során kerültek elő. Legtöbb ismert vázája művészetének érett korszakából származik. Karrierje egy részében úgy tűnik szorosan együttműködött az apuliai Tarporley-festővel és követőivel. Metapontionból aktív időszakának egy részéből nem kerültek elő hozzá köthető vázák, így feltételezhető hogy a Tarporley-festő tarantói műhelyében dolgozott és később amikor kifejlesztette saját stílusát felhasználta az ott elsajátított stíluselemeket.
Egyik jellegzetes alkotása egy oszlop-kratér, előoldalán három atlétával és egy felöltözött nőalakkal (aki egyikükek megkoszorúzza), a hátoldalán négy fiatal férfi képével. Mind az előoldali mind a hátoldali ábrázolás közel áll a Tarporley-festő művészetéhez, azonban a nagyobb fej, a haj kialakítása, valamint a száj vonala a Dolón-festő stílusára jellemző.
Művészi fejlődésének egy későbbi szakaszához tartozik az a has-kratér amelyet korábban a Kreusza-festő névadó vázájának tartottak. Azt a mitológiai jelenetet ábrázolja amikor Médeia mérgezett ajándékokat ad vetélytársnőjének Kreuszának. A drapériák díszesebb kialakítása már érettebb korszakára jellemző. Bár a hátoldalon látható négy férfialak még hasonlít korábbi ábrázolásaira de már megfigyelhetőek rajtuk a később alkalmazott stíluselemek, például a hajukban lévő pánt és a köpenyük alatt a derekuknál kinyújtott egyik kéz.
A művész egyik legszebb vázája egy kehely-kratér Odüsszeusz, a vak jós Teiresziasz és Eurülokhosz ábrázolásával. Ez utóbbi testtartása, háromnegyedes megjelenítése, megrajzolásának módja a Dolón-festő művészetének jellemző stílusjegyei.

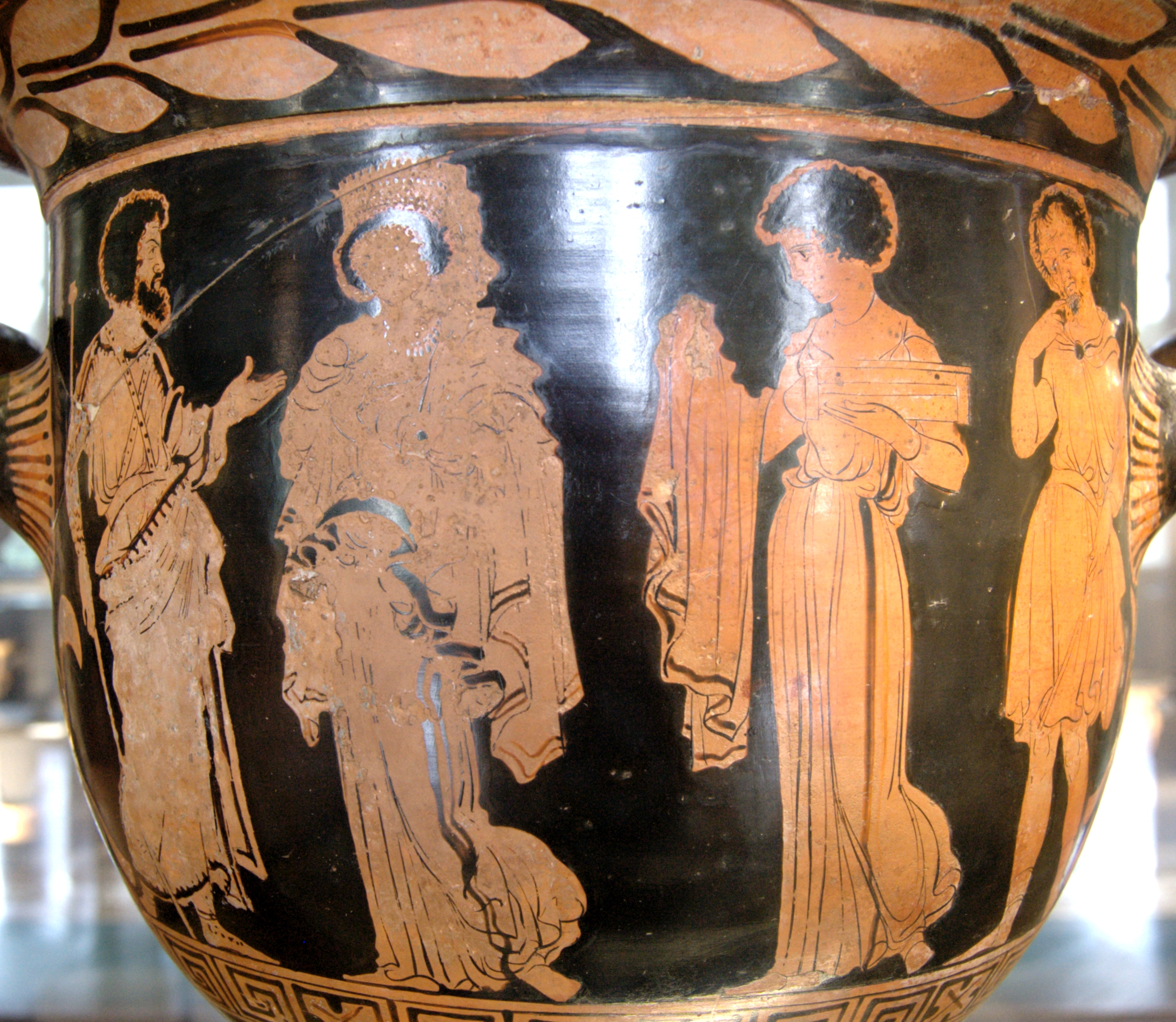
Kehely-kratér, Médeiát és Kreuszát ábrázoló mitológiai jelenettel, korábban a Kreusza-festő névadó vázája volt, jelenleg a Dolón-festő alkotásának tartják i. e. 390 körül

Szintén érett korszakához tartozik egy töredékes hüdria Metapontionból ami hasonlít az Amükosz-festő hüdriáira. Az edény vállán egy amazonomakhia-jelenet látható (amazonok és görögök harca), szokatlanul heves támadás és halál megjelenítésekkel. Figyelemre méltó a sisakos görög harcos képe, aki elgyötört arckifejezéssel viszi el egyik harcostársa élettelen testét a csatából. Az alatta lévő frízen Niké, felöltözött férfiak és nők láthatók, a figurák annyira hasonlítanak a festő korábbi vázáin lévőkhöz, hogy a töredékek kétségtelenül a Dolon-festőhöz köthetők. Ebben a korszakában készítette el azt az kehely-kratért is, amiről elnevezték. Legszebb munkái közé tartozik, a rajta lévő jelenet Dolón elfogását ábrázolja színpadias környezetben.
A Dolón-festő nesztoriszokat is díszített, általában panelképekkel az edény felső és frízekkel az alsó részén, bár egyik edény alsó részén a fríz helyén csak párhuzamos vonalak láthatók. Későbbi alkotásait főleg has-kratérokra festette, ezek egyszerű kompozíciók legtöbbször mindennapi életből vett témákkal vagy Dionüszoszhoz köthető jelenetekkel. Két nagyon töredékes metapontioni edényén színészeket jelenített meg.
Miután műhelye beszüntette működésér a lukániai vázafestők feltételehetően messzebb költöztek a tengertől a szárazföld belsejébe (Anzi, Armento, Roccanova), ahol az elszigeteltség miatt alkotásaik művészi színvonala rohamosan csökkenni kezdett.